# Movin'
Movin' è un album in studio della cantante statunitense Jennifer Rush, pubblicato nel 1985.

## Tracce
1. Destiny
2. Silent Killer
3. Live Wire
4. Automatic
5. If You're Ever Gonna Lose My Love
6. Ave Maria (Survivors of a Different Kind)
7. Testify with My Heart
8. Yester-Me, Yester-You, Yesterday
9. The Right Time Has Come Now
10. Hero of a Fool